# Brezje pri Vinjem Vrhu
Brezje pri Vinjem Vrhu este o localitate din comuna Semič, Slovenia, cu o populație de 20 de locuitori.